# Golam Wahed Choudhury
Pour les articles homonymes, voir Choudhury.
Golam Wahed Choudhury, également connu sous le nom de G. W. Choudhury, était un politologue et diplomate bengali originaire du Pakistan oriental, qui est devenu plus tard le Bangladesh. Auteur de plusieurs ouvrages sur les relations internationales du Pakistan, il a enseigné à l'université de Dacca, au Royal Institute of International Affairs (Angleterre), à l'université Columbia et dans d'autres institutions.

## Jeunesse et éducation
Choudhury est né en 1926 dans le district de Madaripur, dans ce qui était alors la présidence du Bengale, en Inde britannique (aujourd'hui le Bangladesh), de Golam Mawla Choudhury et de Fatima Choudhury. Le père de Fatima, Ibrahim Saber, était le frère aîné de la Bégum Rokeya. Golam a obtenu sa licence en 1945 et sa maîtrise en 1948 en sciences politiques à l'université de Calcutta. Il a obtenu son doctorat à l'université Columbia en 1956.

## Carrière
En 1948, Choudhury rejoint le département des relations internationales de la faculté de l'université de Dacca en tant que maître de conférences, puis le département des sciences politiques.
Il a rejoint le ministère des affaires étrangères du Pakistan en 1967 en tant que directeur général de la division de la recherche. Avant cela, il a participé à la formulation de l'accord de Tachkent avec l'Inde. De 1969 à 1971, il a été ministre des communications au sein du gouvernement pakistanais. Il a fait des propositions pour établir une confédération entre le Pakistan oriental et le Pakistan occidental.
Après la séparation du Pakistan oriental en Bangladesh en 1971, Choudhury s'est exilé. Il a travaillé au Royal Institute of International Affairs en Angleterre, puis à l'université Columbia à New York. Il a également enseigné à l'université du centre de la Caroline du Nord et à l'université Duke. Il est retourné à Dacca en 1985, mais a poursuivi son association avec l'université Columbia en tant que professeur adjoint jusqu'en 1994.

## Œuvres
Richard L. Park, dans sa critique de Pakistan's Relations with India, 1947-1966, note que l'intérêt de Choudhury est de dépeindre le point de vue du Pakistan. Le livre cite de manière sélective les preuves et les autorités qui soutiennent la position du Pakistan.
Norman Palmer considère que l'étude est la plus complète et la plus satisfaisante dans sa couverture du contexte historique, de la partition de l'Inde et de la première décennie des relations entre l'Inde et le Pakistan. Bien que Palmer comprenne le parti pris pro-pakistanais de l'auteur, il note que l'analyse est érudite à la seule exception de la couverture de la guerre indo-pakistanaise de 1965.
Wayne Wilcox considère le livre comme un mémoire d'avocat de la défense bien écrit qui rassemble une grande quantité de preuves pour convaincre le jury. Wilcox note qu'étant écrit à Cambridge, le livre a un ton sobre qui montre un certain détachement.
- (en) G. W Choudhury, Democracy in Pakistan., Green Book House; [sole distributors for Canada and the U.S.A.]: Publications Centre, University of British Columbia, Vancouver, 1963 (OCLC 862484, lire en ligne).
- (en) G. W Choudhury, Documents and speeches on the constitution of Pakistan, Green Book House; distributed in North America by the Publications Centre, University of British Columbia, Vancouver, 1967 (OCLC 1020813, lire en ligne).
- (en) G. W Choudhury, Pakistan's relations with India, 1947-1966, Praeger, 1968 (OCLC 443793, lire en ligne).
- (en) G. W. Choudhury, The last days of united Pakistan,, Indiana University Press, 1974 (ISBN 0-253-33260-5 et 978-0-253-33260-8, OCLC 934587, lire en ligne).
- (en) G. W. Choudhury, India, Pakistan, Bangladesh, and the major powers : politics of a divided subcontinent, Free Press, 1975 (ISBN 0-02-905390-0 et 978-0-02-905390-4, OCLC 1272595, lire en ligne).
- (en) G. W. Choudhury, Chinese perception of the world, University Press of America, 1977 (ISBN 0-8191-0527-9 et 978-0-8191-0527-1, OCLC 4013300, lire en ligne).
- (en) G. W. Choudhury, China in world affairs : the foreign policy of the PRC since 1970, Westview Press, 1982 (ISBN 0-86531-329-6, 978-0-86531-329-3 et 0-89158-937-6, OCLC 8734664, lire en ligne).
- (en) G. W. Choudhury, Islam and the modern Muslim world, Scorpion Pub, 1993 (ISBN 0-905906-43-8 et 978-0-905906-43-0, OCLC 30805148, lire en ligne).
- (en) G. W. Choudhury, Pakistan, transition from military to civilian rule, Scorpion Publ. Ltd, 1988 (ISBN 0-905906-68-3 et 978-0-905906-68-3, OCLC 19860925, lire en ligne).
- (en) G. W. Choudhury, Islam and the contemporary world, Indus Thames, 1990 (ISBN 1-85555-000-8 et 978-1-85555-000-1, OCLC 22067207, lire en ligne).

## Vie privée
Choudhury était marié à Dilara Choudhury, professeur de sciences politiques à l'université Jahangirnagar (en) de Savar. Ensemble, ils ont eu deux fils, Golam Mabud et Golam Sayeed. Choudhury a créé le Golam Mowla Fatima Trust et a établi un certain nombre d'institutions caritatives dans le district de Madaripur. Choudhury est décédé, à l'âge de 71 ans, le 13 décembre 1997 à l'hôpital universitaire de Georgetown à Washington, D.C.,.